# Šampioni Jugoslavije (EP)
Šampioni Jugoslavije je prvi EP skupine Kameleoni. Album je bil izdan leta 1967 pri založbi Diskos iz Aleksandrovca. Album vsebuje skladbo »La felicita«, s katero je leta 1966 skupina zmagala na šampionatu vokalno-instrumentalnih zasedb v Zagrebu in skladbo »Sjaj izgubljene ljubavi«, s katero je zasedla prvo mesto na festivalu vokalno-instrumentalnih zasedb istega leta, prav tako v Zagrebu.

## Seznam skladb
| A stran | A stran                                        | A stran |
| Št.     | Naslov                                         | Dolžina |
| ------- | ---------------------------------------------- | ------- |
| 1.      | „La felicita‟ (Danilo Kocjančič/Vanja Valič)   | 2:22    |
| 2.      | „See See Rider‟ (Dave Rowberry, arr.Kameleoni) | 3:58    |

| B stran | B stran                                                     | B stran |
| Št.     | Naslov                                                      | Dolžina |
| ------- | ----------------------------------------------------------- | ------- |
| 1.      | „Sjaj izgubljene ljubavi‟ (Kocjančič, Tulio Furlanič/Valič) | 2:50    |
| 2.      | „Looking for Me‟ (Kocjančič/Valič)                          | 3:02    |

## Zasedba
- Danilo Kocjančič – ritem kitara, vokal
- Tulio Furlanič – bobni, vokal
- Marjan Malikovič – solo kitara, vokal
- Jadran Ogrin – bas, vokal
- Vanja Valič – klaviature, vokal